# 保羅·塞繆爾·懷特曼
保羅·塞繆爾·懷特曼（英語：Paul Samuel Whiteman，1890年3月28日—1967年12月29日）是一名作曲家、小提琴家和指揮家，同時具有自己的樂團，致力於將美國文化音樂（例如爵士樂）融入古典樂中，在美國咆哮的二十年代時發表許多實驗性音樂會。

## 軼事
在1923年，懷特曼邀請另一位作曲家喬治·蓋希文在自己的實驗音樂會上發表作品，一開始遭到蓋希文的婉拒，但懷特曼卻擅自將蓋希文的名字放入了實驗音樂會的參與者名單中，蓋希文看到海報發佈後被強迫加入，後來蓋希文於1923年1月的這場音樂會上發表了藍色狂想曲，後來成為蓋希文的成名曲。

## 外部連結
- 保羅·塞繆爾·懷特曼在互联网电影资料库（IMDb）上的資料（英文）
- 在Find a Grave上的保羅·塞繆爾·懷特曼
- Library of Congress: "Rhapsody in Blue" by Paul Whiteman and His Concert Orchestra with George Gershwin on piano, 1924 （页面存档备份，存于）